# Banhòus (Puèi Domat)
Bagnols és un municipi francès situat al departament del Puèi Domat i a la regió d'Alvèrnia-Roine-Alps. L'any 2007 tenia 503 habitants.

## Demografia

### Població
El 2007 la població de fet de Bagnols era de 503 persones. Hi havia 228 famílies de les quals 84 eren unipersonals (32 homes vivint sols i 52 dones vivint soles), 68 parelles sense fills, 56 parelles amb fills i 20 famílies monoparentals amb fills.
La població ha evolucionat segons el següent gràfic:
Habitants censats

### Habitatges
El 2007 hi havia 461 habitatges, 236 eren l'habitatge principal de la família, 186 eren segones residències i 40 estaven desocupats. 411 eren cases i 35 eren apartaments. Dels 236 habitatges principals, 187 estaven ocupats pels seus propietaris, 40 estaven llogats i ocupats pels llogaters i 9 estaven cedits a títol gratuït; 9 tenien una cambra, 24 en tenien dues, 60 en tenien tres, 67 en tenien quatre i 76 en tenien cinc o més. 137 habitatges disposaven pel capbaix d'una plaça de pàrquing. A 110 habitatges hi havia un automòbil i a 68 n'hi havia dos o més.

### Piràmide de població
La piràmide de població per edats i sexe el 2009 era:
| Homes | Edats   | Dones |
| ----- | ------- | ----- |
| 0     | 95 o +  | 0     |
| 0     | 90 a 94 | 8     |
| 8     | 85 a 89 | 4     |
| 12    | 80 a 84 | 24    |
| 16    | 75 a 79 | 16    |
| 8     | 70 a 74 | 24    |
| 24    | 65 a 69 | 24    |
| 24    | 60 a 64 | 8     |
| 16    | 55 a 59 | 24    |
| 16    | 50 a 54 | 4     |
| 8     | 45 a 49 | 24    |
| 20    | 40 a 44 | 12    |
| 12    | 35 a 39 | 28    |
| 20    | 30 a 34 | 36    |
| 8     | 25 a 29 | 0     |
| 16    | 20 a 24 | 4     |
| 20    | 15 a 19 | 4     |
| 8     | 10 a 14 | 20    |
| 8     | 5 a 9   | 4     |
| 12    | 0 a 4   | 4     |

## Economia
El 2007 la població en edat de treballar era de 287 persones, 197 eren actives i 90 eren inactives. De les 197 persones actives 189 estaven ocupades (101 homes i 88 dones) i 8 estaven aturades (3 homes i 5 dones). De les 90 persones inactives 34 estaven jubilades, 25 estaven estudiant i 31 estaven classificades com a «altres inactius».

### Ingressos
El 2009 a Bagnols hi havia 220 unitats fiscals que integraven 436 persones, la mediana anual d'ingressos fiscals per persona era de 11.547,5 €.

### Activitats econòmiques
Dels 30 establiments que hi havia el 2007, 1 era d'una empresa alimentària, 2 d'empreses de fabricació d'altres productes industrials, 3 d'empreses de construcció, 8 d'empreses de comerç i reparació d'automòbils, 3 d'empreses de transport, 6 d'empreses d'hostatgeria i restauració, 1 d'una empresa financera, 1 d'una empresa de serveis, 4 d'entitats de l'administració pública i 1 d'una empresa classificada com a «altres activitats de serveis».
Dels 8 establiments de servei als particulars que hi havia el 2009, 1 era una oficina de correu, 1 una oficina bancària, 2 tallers de reparació d'automòbils i de material agrícola, 1 paleta, 1 lampisteria, 1 electricista i 1 perruqueria.
Dels 3 establiments comercials que hi havia el 2009, 1 era una botiga de menys de 120 m², 1 una fleca i 1 una carnisseria.
L'any 2000 a Bagnols hi havia 67 explotacions agrícoles que ocupaven un total de 2.832 hectàrees.

## Equipaments sanitaris i escolars
El 2009 hi havia 1 farmàcia i 1 ambulància.
El 2009 hi havia una escola elemental.

## Poblacions més properes
El següent diagrama mostra les poblacions més properes.